# Benin na Letnich Igrzyskach Olimpijskich Młodzieży 2010
Benin na Letnich Igrzyskach Olimpijskich Młodzieży 2010 w Singapurze reprezentowało 4 sportowców w 3 dyscyplinach.

## Skład kadry

### Lekkoatletyka
Dziewczęta:
- Ariane Amouro - bieg na 100 m - 23. miejsce w finale
- Loth Toni - bieg na 400 m - DSQ w finale

### Taekwondo
- Jehudiel Kiki

### Zapasy
- Victorin Kouagou